# Automóviles Niké

Automóviles Niké fue un fabricante español de automóviles.

## Historia de la empresa
Esta empresa fue fundada en 1917 por José Alejandro Riera en Barcelona, con la misión de producir automóviles. Sus productos fueron mostrados al público en 1919 en el Salón del Automóvil de Barcelona junto a una reproducción de la Victoria alada de Samotracia. La producción terminó ese mismo año tras 5 unidades fabricadas.

## Producto
Fue diseñado por Antonia Riera Córdoba. El único modelo que se diseñó era el 12/15 HP, una denominación similar a la que tenían la mayoría de los modelos de otras marcas. El motor era de diseño propio, con una configuración de cuatro cilindros y 1,6 L de cubicaje en el prototipo, que fue ampliado posteriormente a 2 L; tenía pistones de aleación ligera. Unas características peculiares de diseño fueron el parabrisas panorámico y la forma del capó, que ascendía desde la posición del conductor hasta el radiador.

## Tapón de radiador
El tapón que cubría la salida del radiador fue inspirado por la escultura anteriormente mencionada, la Victoria alada de Samotracia, que representa a la diosa griega Niké.